# Cylindrobates
Cylindrobates is een geslacht van wantsen uit de familie van de Gerridae (schaatsenrijders). Het geslacht werd voor het eerst wetenschappelijk beschreven door Torsten Wappler en Nils Møller Andersen in 2004.

## Soorten
Het genus bevat de volgende soorten:

- Cylindrobates messelensis Wappler & Andersen, 2004